# Bình Thành, Thái Nguyên
Bình Thành là một xã nằm ở phía tây của tỉnh Thái Nguyên, Việt Nam.

## Địa lý
Xã Bình Thành có vị trí địa lý:
- Phía đông giáp xã Trung Hội
- Phía tây giáp xã Phú Đình
- Phía nam giáp xã Đức Lương
- Phía bắc giáp xã Bình Yên

Xã Bình Thành có diện tích 43,3 km², dân số năm 2025 là 11.525 người. Khu vực là vùng tập trung phát triển du lịch lịch sử - sinh thái, lâm nghiệp và xây dựng các mô hình sản xuất nông nghiệp công nghệ cao, các dự án chăn nuôi tập trung. Hạ tầng giao thông của xã có tuyến đường tỉnh 264 và các tuyến đường huyện ĐH 91, ĐH 94B.

## Lịch sử
Xã Bình Thành được thành lập từ năm 1946; năm 1949 để thuận lợi cho việc xây dựng và bảo vệ thủ đô ATK kháng chiến, xã Phú Đình gồm Rục Rã và Sơn Đầu (thuộc Sơn Phú ngày nay) sáp nhập vào xã Bình Thành.
Địa điểm đầu tiên của Trường Đảng Trung ương Nguyễn Ái Quốc đặt tại Làng Luông, xã Bình Thành và nằm tại đây cho đến tháng 8 năm 1950. Nhà xuất bản Chính trị Quốc gia - Sự thật đặt trụ sở trên địa bàn xã trong những năm ở chiến khu Việt Bắc.
Tháng 6 năm 2025, xã Bình Thành được thành lập trên cơ sở nhập toàn bộ diện tích tự nhiên, quy mô dân số của xã Bình Thành (diện tích tự nhiên là 28,45 km²; dân số là 5.684 người) và xã Sơn Phú (diện tích tự nhiên là 14,85 km²; dân số là 5.841 người) của huyện Định Hóa. Trụ sở làm việc của xã nằm tại xã Bình Thành cũ.

## Hành chính
Đến năm 2009, xã Bình Thành được chia thành 27 xóm: Bản Tương, Bản Là 1, Bản Là 2, Đồng Thành, Đồng Vượng, Phố, Đồn, Đồng Tô, Làng Nập, Đồng Danh, Cây Coóc, Đồng Đình, Na Rao, Làng Luông, Làng Pháng, Sơn Tiến, Nạ Mực, Cây Thị, Làng Đầm, Thanh Bần, Thàn Mát, Bình Tiến, Chiến Sỹ, Vũ Hồng 1, Vũ Hồng 2, Hồng Thái 1, Hồng Thái 2. Năm 2019, sáp nhập ba xóm Bản Tương, Bản Là 1 và Bản Là 2 thành xóm Bản Là, sáp nhập hai xóm Đông Thành và Đồng Vượng thành xóm Thành Vượng, sáp nhập hai xóm Cây Coóc và Đồng Tô thành xóm Đồng Coóc, sáp nhập xóm Đồng Danh vào xóm Làng Nập, sáp nhập hai xóm Vũ Hồng 1 và Vũ Hồng 2 thành xóm Vũ Hồng, sáp nhập hai xóm Hồng Thái 1 và Hồng Thái 2 thành xóm Hồng Thái, sáp nhập xóm Na Rao vào xóm Làng Luông, sáp nhập ba xóm Nạ Mực, Cây Thị, Làng Đầm thành xóm Đầm Thị, sáp nhập xóm Chiến Sỹ vào xóm Bình Tiến, sáp nhập hai xóm Thàn Mát và Thanh Bần thành xóm Quyết Tiến, sáp nhập hai xóm Sơn Tiến và Làng Pháng thành xóm Sơn Pháng.
Đến năm 2009, xã Sơn Phú được chia thành 28 xóm: Hồng La 1, Hồng La 2, Sơn Vinh 1, Sơn Vinh 2, Bản Thanh, Sơn Đông, Lương Bình 1, Lương Bình 2, Trung Tâm, Sơn Đầu 1, Sơn Đầu 2, Trường Sơn, Văn Phú, Làng Phẩy, Bản Giáo 2, Bản Giáo 3, Bản Giáo 4, Vũ Quý, Sơn Thắng 1, Sơn Thắng 2, Sơn Thắng 3, Cây Hồng, Bản Trang, Bản Hin 1, Bản Hin 2, Tiếp Tế, Phú Hội 1, Phú Hội 2. Năm 2019, sáp nhập hai xóm Hồng La 1 và Hồng La 2 thành xóm Hồng La, sáp nhập hai xóm Sơn Vinh 1 và Sơn Vinh 2 thành xóm Sơn Vinh, sáp nhập xóm Bản Thanh vào xóm Sơn Đông, sáp nhập hai xóm Lương Bình 1 và Lương Bình 2 thành xóm Lương Bình, sáp nhập hai xóm Sơn Đầu 1 và Sơn Đầu 2 thành xóm Sơn Đầu, sáp nhập hai xóm Văn Phú và Trường Sơn thành xóm Văn Trường, sáp nhập xóm Cây Hồng vào xóm Bản Trang, sáp nhập ba xóm Bản Giáo 2, Bản Giáo 3, Bản Giáo 4 thành xóm Bản Giáo, sáp nhập bốn xóm Vũ Quý, Sơn Thắng 1, Sơn Thắng 2, Sơn Thắng 3 thành xóm Sơn Thắng, sáp nhập hai xóm Phú Hội 1 và Phú Hội 2 thành xóm Phú Hội, sáp nhập ba xóm Bản Hin 1, Bản Hin 2, Tiếp Tế thành xóm Bản Hin.